# Qaxi járás
A Qaxi járás (azeri nyelven: Qax rayonu) Azerbajdzsán egyik járása. Székhelye Qax.

A Qaxi járás elhelyezkedése Azerbajdzsánban

## Népesség
- 1999-ben 51 161 lakosa volt, melyből 39 355 azeri (76,9%), 7 450 grúz (14,6%), 2 612 cahur (5,1%), 609 lezg, 117 orosz és ukrán, 96 török, 11 avar, 7 tatár, 5 örmény.
- 2009-ben 53 259 lakosa volt, melyből 43 946 azeri (82,5%), 7 447 grúz (14%), 1 008 cahur (1,9%), 253 lezg, 67 orosz, 64 török, 9 avar, 7 örmény, 7 tatár, 5 ukrán.